# Polyclinidae
Polyclinidae es una familia de ascidias tunicados en el orden Enterogona. Es un grupo de animales marinos.

## Géneros
Según The World Register of Marine:
- Aplidiopsis - Lahille, 1890
- Aplidium - Savigny, 1816
- Fragaroides
- Homoeodistoma
- Macrenteron - Redikorzev, 1927
- Morchellium - Giard, 1872
- Neodictyon - Sanamyan, 1988
- Polyclinella - Harant, 1931
- Polyclinum - Savigny, 1816
- Sidneioides - Kesteven, 1909
- Synoicum - Phipps, 1774